# Bere Alston
Bere Alston – wieś w Anglii, w hrabstwie Devon, w dystrykcie West Devon, w civil parish Bere Ferrers. Leży 54 km na południowy zachód od miasta Exeter i 308 km na zachód od Londynu. W 2001 miejscowość liczyła 2218 mieszkańców.
W miejscowości jest przystanek kolejowy Bere Alston.